# وانامی (پنسیلوانیا)
وانامی (به انگلیسی: Wanamie) یک منطقهٔ مسکونی در ایالات متحده آمریکا است که در شهرستان لوزرن، پنسیلوانیا واقع شده‌است. وانامی ۶۱۲ نفر جمعیت دارد و ۲۰۶٫۰۵ متر بالاتر از سطح دریا واقع شده‌است.